# Afrohelotina congoana
Afrohelotina congoana là một loài bọ cánh cứng trong họ Helotidae. Loài này được Achard miêu tả khoa học năm 1920.